# 薩都剌

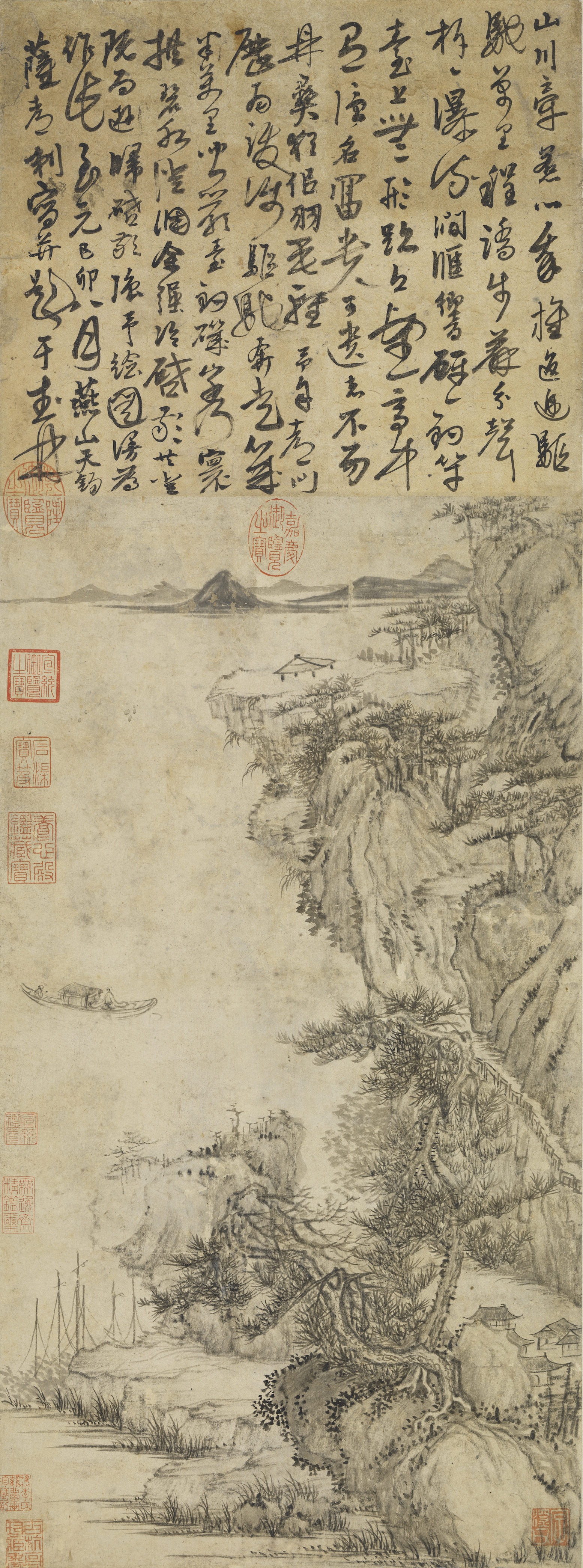
厳陵釣台図

薩都剌（さっとら、サドゥラ、1308年? - ?）は、中国元代の詩人・画家・書家。字は天錫、号は直斎。ムスリム（イスラム教徒）家庭の出身でいわゆる色目人だが、優れた漢詩を残し、元代最高の漢詩人と呼ばれることもある。名は、「サドゥラ」に類する音の漢字音写とみられ、薩都拉とも書く。生没年は異説も多く、1272年生まれ1340年没とも、1308年生まれ1359年没とも。

## 生涯
元の戸籍制度においてイスラム指導者が属した答失蛮（タシマン、ペルシア語で学識者を意味する dānishmand の音訳）の出自だが、祖父の代からモンゴルに軍人として仕えて西方から中国に移り住み、父の阿魯赤（アルチ）はクビライに仕えて山西道雁門（現在の山西省忻州市代県）の守備隊長となった。雁門で生まれ育った薩都剌は幼い頃から漢文化に親しみ、泰定帝イェスン・テムル治世の1327年に実施された科挙に及第し、進士となった。しかし、もともと貴族の家ではないため元の官界ではさほど出世せず、地方官の属官を歴任しただけに終わる。一説には、御史として御史台にあったとき、権臣の党派を弾劾して疎まれ、左遷されたのだという。元末の混乱が激しくなると官界を退き、江南の杭州に隠棲して余生を送った。

## 作品・受容
詩集に『雁門集』がある。詩風は元詩の特徴である清新、流麗をよくあらわすと評価される。また、理知的な宋詩の風を脱しむしろ抒情的で唐詩の風があるといわれ、李白など唐代の詩人に影響を受けたとみられる。詞曲、書画にもすぐれ、宮詞の作品も残されている。
その作品は明以来広く流布し、近代の文豪魯迅は『雁門集』を愛読したことを作品中に書き残している。日本にも南北朝時代には早くも紹介されて和刻本も印刷され、よく読まれた。作品の一部が『中国古典文学大系19巻　宋・元・明・清詩集』前野直彬 編訳、平凡社, 1973に所収されている。